# Ancienne synagogue de Graz (1892-1938)
L'ancienne synagogue de Graz, a été construite par l'architecte Maximilian Katscher en 1892 et détruite en 1938 par les nazis lors de la nuit de Cristal, comme la plupart des lieux de culte juif en Allemagne et dans les territoires annexés.  
Graz, capitale du Land de Styrie est la seconde ville d'Autriche par sa population et compte actuellement environ 280 000 habitants.

## La communauté juive de Graz

### Le Moyen Âge
Une petite communauté juive vit dans la ville de Graz depuis le haut Moyen Âge, et est citée pour la première fois dans un document en 1161. Le centre de la vie juive se situe autour de la Herrengasse du sud d'aujourd'hui.
En 1438, les états de Styrie et Frédéric IV du Tyrol expulsent pour la première fois les Juifs pour des raisons essentiellement économiques. Toutefois, dès 1447 les Juifs sont autorisés par le duc Frédéric, devenu plus tard l'empereur Frédéric III, considéré comme l'ami des Juifs, à se réinstaller. Mais la construction de l'église paroissiale du Saint-Sang en 1440 a détruit toute l'infrastructure juive, si bien que les Juifs qui sont revenus doivent trouver de nouveaux logements. On ignore où s'est réinstallée la communauté juive à cette époque. En 1496, a lieu la deuxième expulsion, après quoi les Juifs n'ont plus été autorisés à s'installer à Graz pendant plusieurs siècles, de 1497 à 1848, selon le soi-disant Judensperre (Interdiction des Juifs).

### LeXIXeet leXXesièclejusqu'à l'Anschluss
La monarchie des Habsbourg et les évolutions législatives conduisant à leur émancipation, permettent aux Juifs de s'installer de nouveau à Graz à partir du milieu du XIXe siècle, où ils sont libres de se consacrer aux intérêts économiques, culturels et religieux de leur communauté. Le centre de la vie juive se trouve principalement réuni dans les quartiers de Gries et de Lend d'aujourd'hui. En 1864, la communauté juive acquiert un terrain dans le district de Wetzelsdorf pour y installer son cimetière. Les offices religieux se déroulent initialement dans diverses auberges, puis à partir de 1865, une maison de prière est installée dans une aile latérale de l'ancien bâtiment Coliseum, un lieu évènementiel devenu une caserne, construit en 1839 par Josef Benedict Withalm et qui sera démoli en 1919.   
La communauté juive qui compte 250 personnes en 1869, se développe rapidement. Lors du recensement de 1910, environ 2 200 habitants se déclarent juifs, ce qui correspond à 1,3 % de la population totale de Graz. Les Juifs sont parfaitement intégrés et participent activement à la vie économique de la ville.
David Herzog, alors rabbin de la communauté de Graz, écrit dans ses mémoires :
« …Il est juste de dire que le décollage [de l'économie] n'a débuté que quand les Juifs se sont installés en Styrie au milieu du XIXe siècle. Des entreprises telles que Fröhlich, Kastner & Öhler, Simon Rendi, Adolf Latzer, Anton Pollak et bien d'autres ont exercé leurs activités bien au-delà des frontières de la vieille Autriche même et étaient très appréciées pour leur solidarité et leur grande moralité dans les affaires. »
En 1892, la synagogue construite par Maximilian Katscher sur Grieskai est inaugurée. La construction d'une si grande maison de Dieu impose un effort considérable à la fois politique et financier à la communauté, mais est considérée en même temps comme un symbole clairement visible d'un avenir plein d'espoir. Jusqu'en 1933 et l'arrivée d'Adolf Hitler au pouvoir en Allemagne, le futur est favorable. La vie de la communauté juive prospère à tous les égards. Les Juifs sont présents dans presque tous les partis politiques et toutes les classes sociales. Les Juifs connus sont, entre autres, le professeur Otto Loewi, prix Nobel de médecine et titulaire depuis 1909 de sa propre chaise à l'Université Karl Franzens de Graz et David Herzog, élu le 20 octobre 1907 par le Conseil de la communauté juive de Graz comme nouveau rabbin de la ville. Mais le fossé ne cesse de s'agrandir entre le désir d'intégration de la communauté juive et l'antisémitisme latent en pleine expansion.

### La période nazie
Comme le rappelle le rabbin David Herzog, lors de l'entrée des troupes allemandes à Graz pendant l'Anschluss: 
« Quand je suis allé au temple à dix heures et demie du matin, samedi, je n'ai pas reconnu la ville. Les drapeaux à croix gammée flottaient sur chaque maison, oui, chaque fenêtre était couverte de drapeaux à croix gammée et je me suis demandé et je me demande encore aujourd'hui, comment a-t-on pu faire autant de drapeaux en si peu de temps ? On peut seulement expliquer que tout avait déjà été préparé depuis longtemps. Il est donc stupide de dire que l'Autriche a été prise par surprise. En réalité, la plupart d'entre eux [les Autrichiens] n'étaient pas un iota meilleur que les Allemands du Reich. »
L'antisémitisme connait ses premières manifestations violentes en juin 1938, attisée par la propagande du Der Stürmer, et  culmine lors de la nuit de Cristal, du 9 au 10 novembre 1938, où la synagogue et le hall de cérémonie du cimetière juif sont incendiés et détruits. L'action des nazis contre la population juive se révèle particulièrement violente à Graz. L'une des victimes est le rabbin David Herzog, qui décrit les abus et les mauvais traitements qu'il a subi lors de la nuit de Cristal:   
« …Les voyous meurtriers m'ont crié : « Maintenant, ton Jéhovah devrait t'aider, meurtrier, voleur, brute. Regarde comme ton Jéhovah brûle! » Et ensuite, j'ai été giflé, battu, tiré par les cheveux. (...) et après, ils ont commencé à me matraquer. La tête, le dos, les côtés, j'ai été battu de tous les côtés. J'ai encore entendu les bêtes dire « Il n'a même plus besoin d'un coup de pistolet. »… »
Au printemps de 1940, Graz se déclare être la première ville de l'Ostmark judenfrei (libre de Juifs). La communauté juive n'existe plus de facto, et en raison de l'aryanisation systématique et de l'expropriation, toutes les entreprises détenues par des Juifs ont été confisquées.   
Après la Seconde Guerre mondiale, seuls quelques membres de la communauté juive décident de revenir à Graz. Actuellement, la communauté juive compte seulement une centaine de membres. 62 ans jour pour jour après la destruction de la synagogue par les nazis, une nouvelle synagogue bâtie à l'emplacement de l'ancienne est inaugurée le 9 novembre 2000.  La communauté juive de Graz a de nouveau un centre religieux extérieurement visible.

## Histoire de la synagogue d'avant-guerre

### L'architecte de la synagogue: Maximilian Katscher
L'architecte de la synagogue, Maximilian Katscher (1858-1917) a réalisé de nombreux bâtiments dans le cadre de sa carrière professionnelle, en mettant plus particulièrement l'accent sur les bâtiments résidentiels et commerciaux à Vienne et en Basse-Autriche. Son bâtiment le plus célèbre est le grand magasin Herzmansky, dont la façade principale est encore bien conservée dans la Stiftsgasse de Vienne.
Le seul édifice religieux qu'il réalise est la synagogue de Graz terminée en 1892, après avoir été contacté par la communauté juive locale en 1890 pour l'élaboration d'un projet. Katscher s'inspire de la synagogue de Dresde réalisée par Gottfried Semper. Il en adopte certains éléments stylistiques, tels que le bâtiment central surmonté d'un dôme, les fenêtres cintrées et l'ornementation en arc rond sur la façade
En 1895, il participe au concours pour la construction d'une synagogue à Olmütz (maintenant Olomouc), où il prend la 2e place, ce qui ne lui permet pas réaliser son projet. 

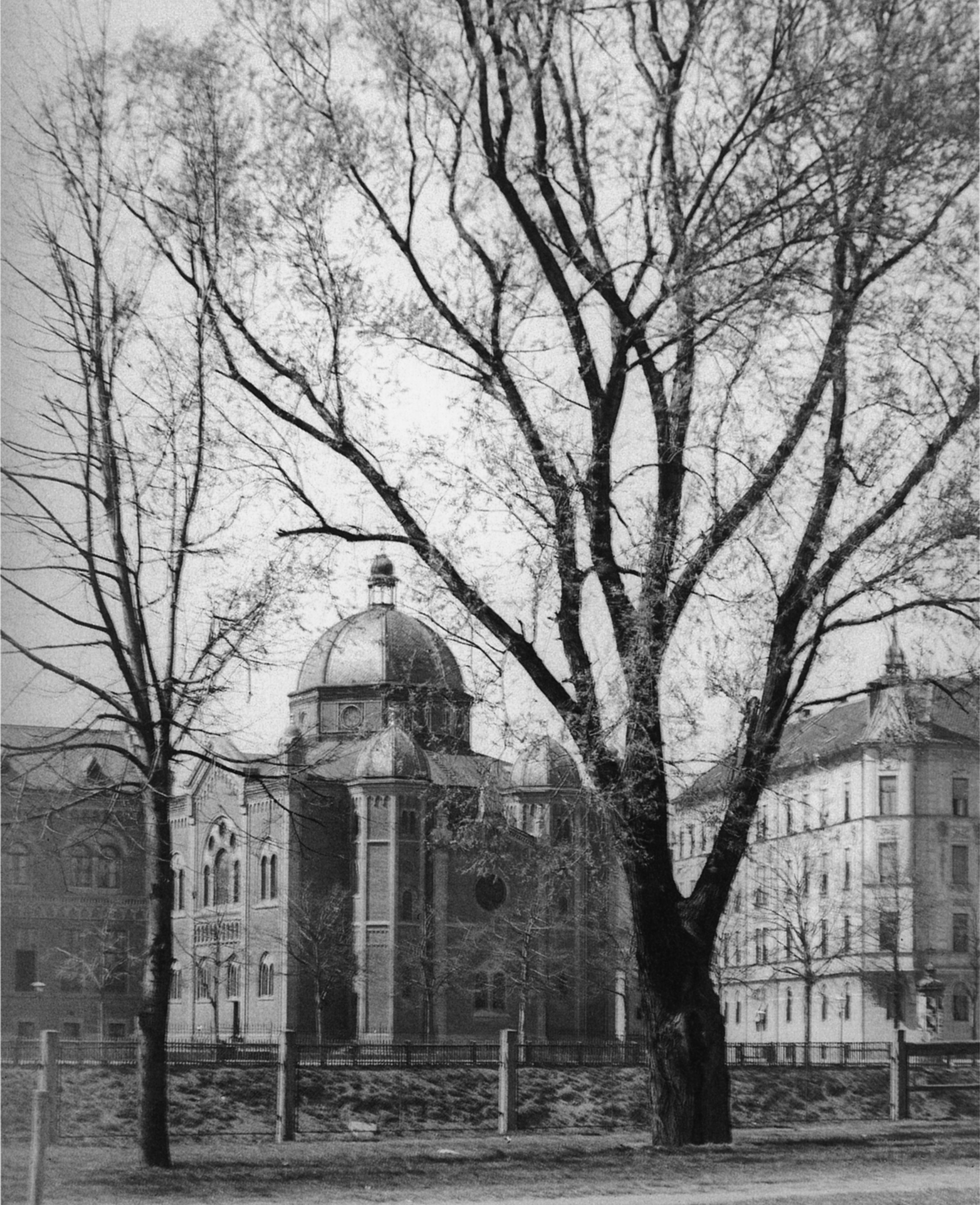
La synagogue de Graz en 1915

### Construction de la synagogue
À partir de 1848, les Juifs peuvent de nouveau s'installer à Graz. Pendant plusieurs années, l'absence d'infrastructure religieuse et culturelle, obligent les Juifs à louer des salles dans des auberges pour leurs offices et cérémonies. Ce n'est qu'en 1865 qu'une partie d'une aile latérale de l'ancien bâtiment évènementiel Withalms Coliseum est louée et convertie en une salle de prière appropriée
Au fur et à mesure que la communauté juive grandit, cette salle de prière d'environ 240 places devient bientôt trop petite. En 1878, la construction d'une synagogue indépendante est projetée, mais sa mise en œuvre échoue pour des raisons financières. Sept ans plus tard, un Comité de construction du temple est de nouveau créé sous la direction de Karl Holzer, alors président de la communauté juive. Le rabbin de l'époque, le Dr Samuel Mühsam est très enthousiaste. Une des tâches principales du Comité de construction du temple est de récolter des fonds. Pour cela, le comité fait preuve de persévérance et d'ingéniosité: il effectue des collectes dans la communauté, contacte des donateurs importants comme la famille Rothschild de Vienne et organise une loterie qui apportera une somme couvrant plus d'un tiers des coûts de construction. Pour son organisation, l'autorisation de l'empereur François Joseph est nécessaire, et Karl Holzer et le rabbin Samuel Mühsam le contactent personnellement. L'empereur aurait alors répondu: « Je vois la nécessité d'un temple israélite à Graz et je vais prendre votre demande en considération. » L'autorisation sera accordée. Le reste des coûts est couvert par des prêts bancaires.  
Après la régularisation de la rivière Mur, qui a lieu de 1874 à 1891, de nouveaux terrains à bâtir sont créés le long de la rivière, dans le quartier de Gries. En juin 1887, la communauté religieuse achète à Lorenzo Montel un terrain situé à l'intersection de la Zweiglgasse et le Grieskai (alors Nikolaïcai ou Murquai). Le 4 août 1891, le permis de construire pour la synagogue et un immeuble administratif est accordé.
Dans le Wiener Bauindustrie-Zeitung (journal de l'industrie de la construction de Vienne) du 6 août 1891, se trouve un rapport rare sur le projet de construction:
« Construction de la synagogue à Graz: Selon les plans soumis au conseil municipal, la synagogue qui sera construite sur le Murquai du cinquième arrondissement se présente comme un bâtiment avec un dôme, dont la façade assez simple rappelle le style roman. Semblable aux deux églises grecques de Trieste, un espace libre devant le temple sera fermé par une clôture de 2 ½ m de haut. Le plan a été conçu par l'architecte viennois Max Katscher et la construction est réalisée par l'entrepreneur Heller de Graz. »
Les travaux démarrent rapidement, si bien que le gros œuvre est achevé en novembre 1891. Le 14 septembre 1892, la synagogue est inaugurée avec la participation active de la population de Graz et les dignitaires de la ville. Seuls les représentants de l'Église catholique se sont abstenus. Dans son discours le rabbin Samuel Mühsam souligne que :  
« … il n'y a qu'un seul Dieu et une seule humanité…de même cette maison de Dieu est un lieu qui bénit, élève, réconforte et donne de l'espoir aux hommes, aux femmes et aux enfants qui viennent ici pour répandre leur cœur devant Dieu, notre Seigneur. »
Plans de l'architecte Maximilian Katscher

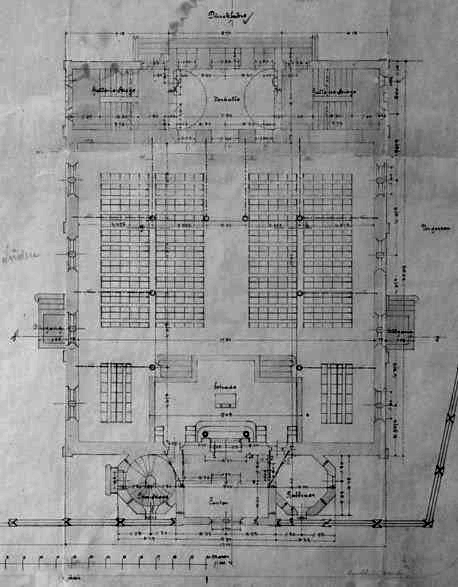
Plan du rez-de-chaussée
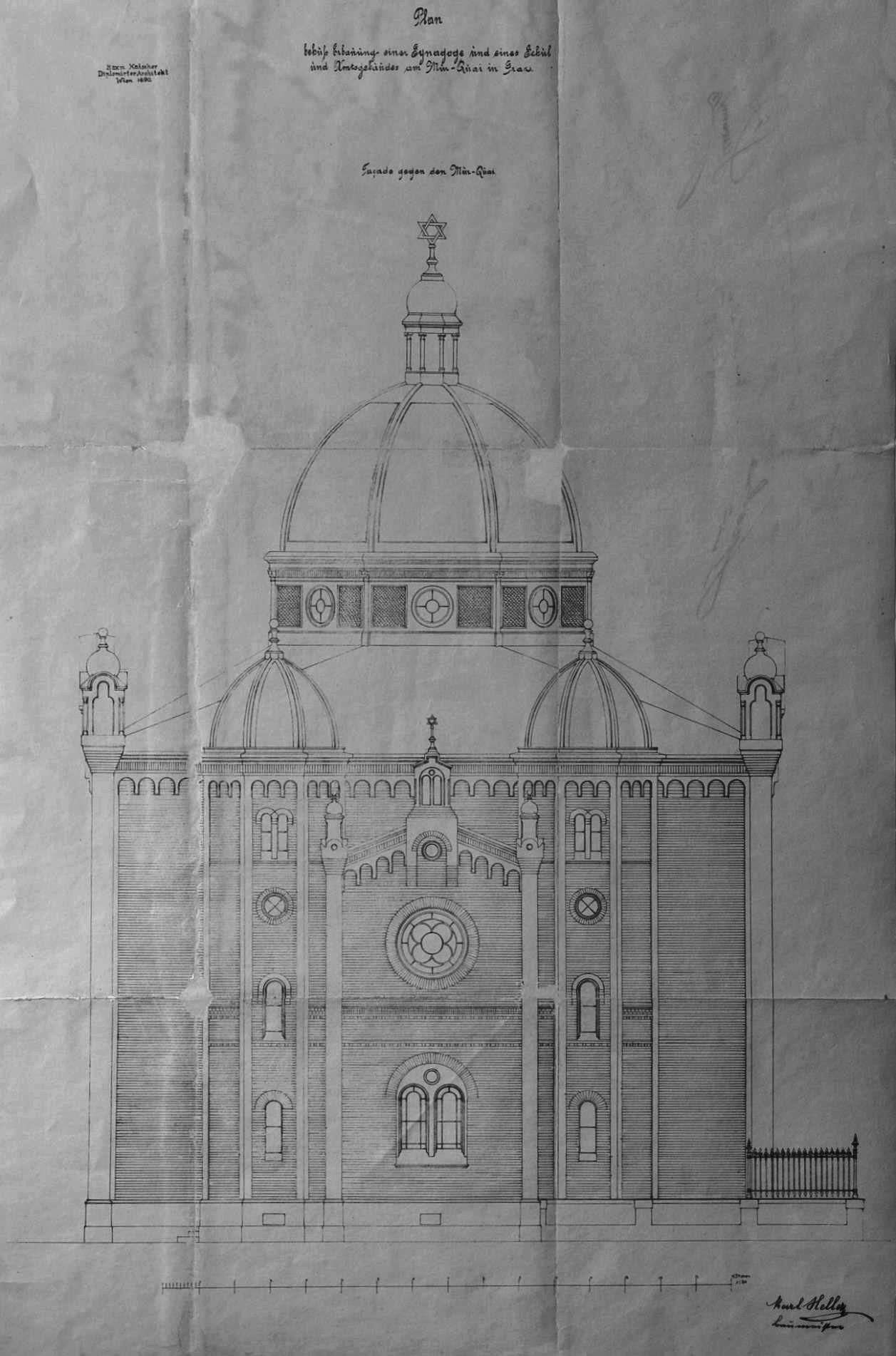
Vue côté Est
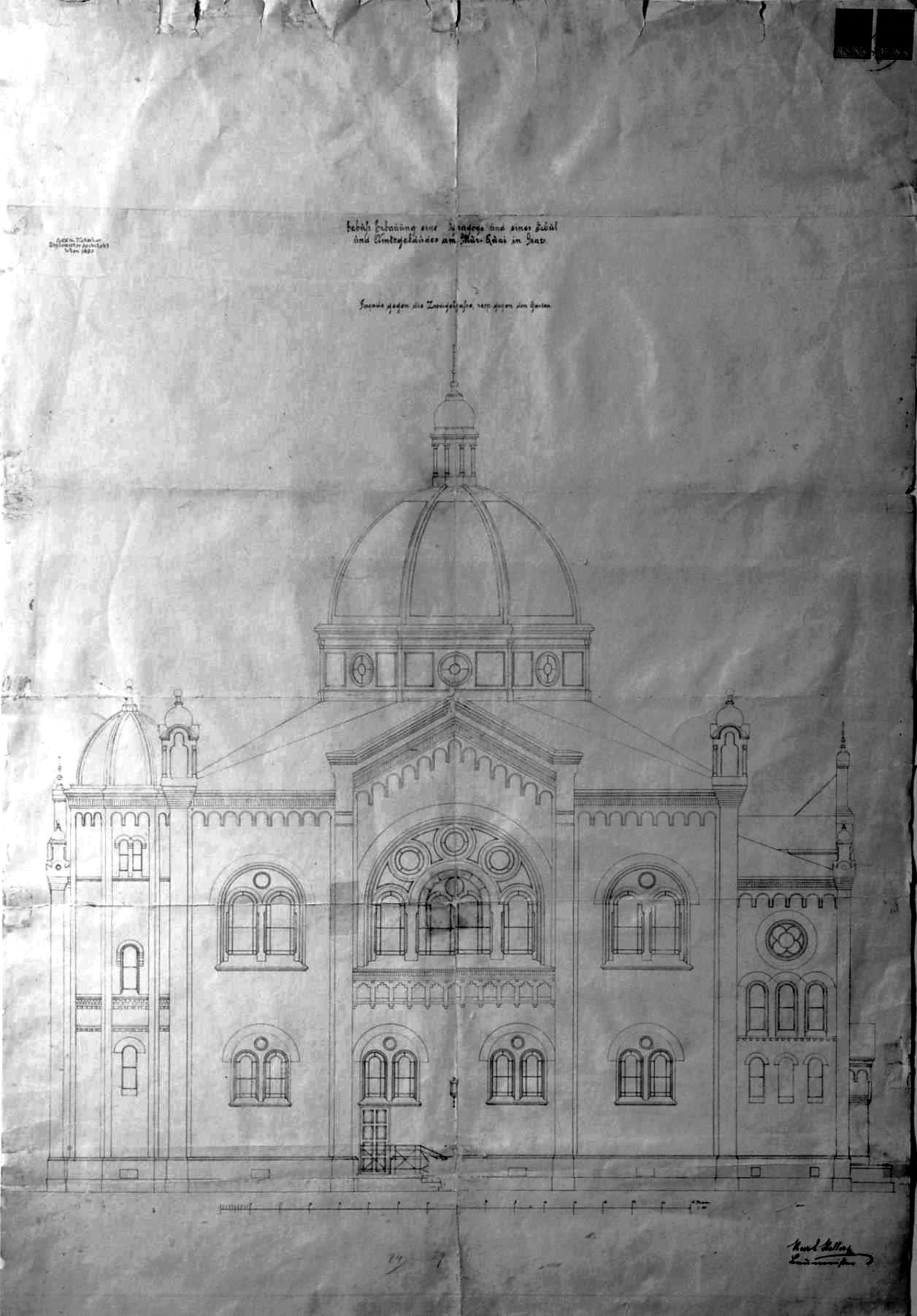
Vue côté Nord ou Sud
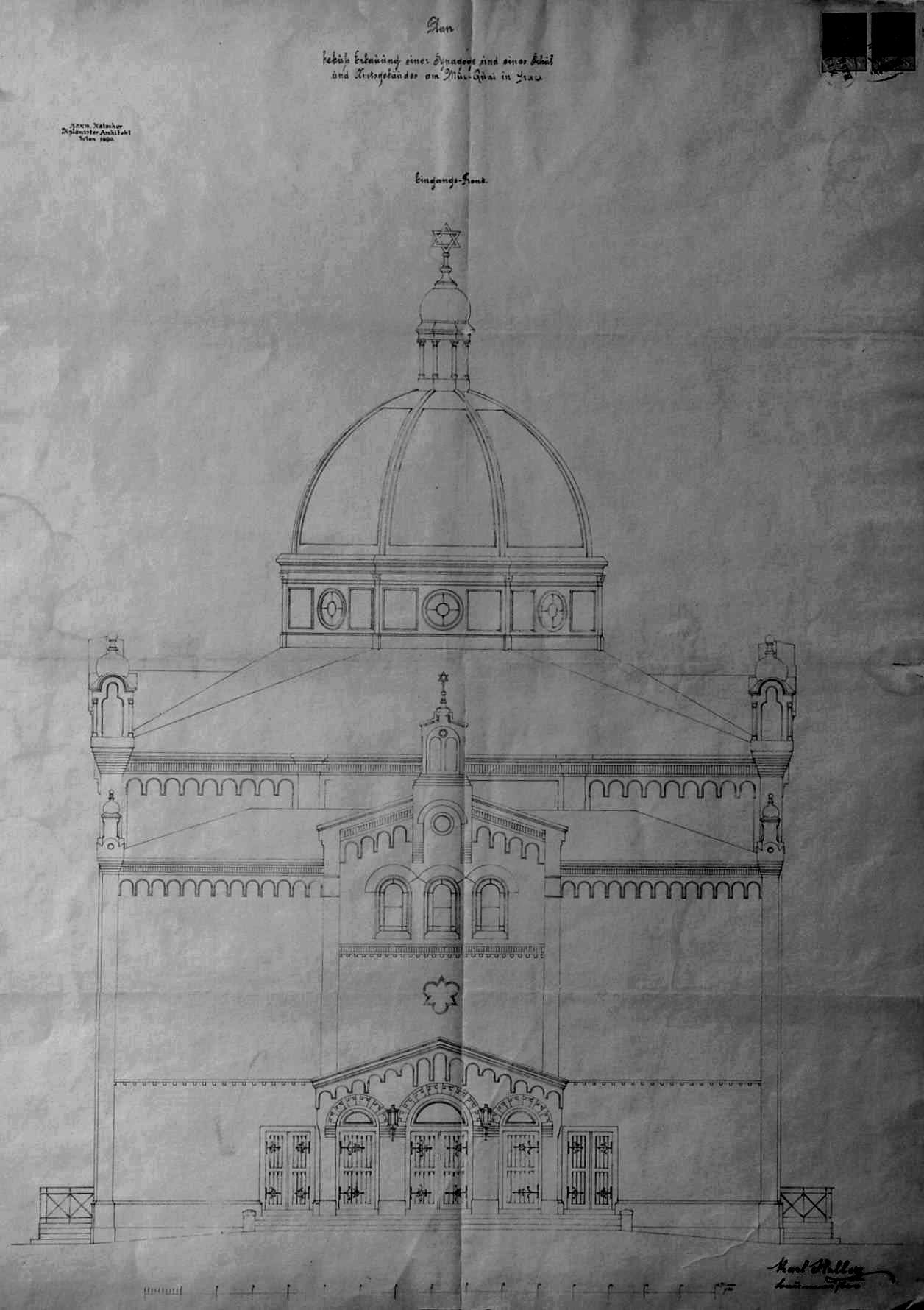
Vue côté Ouest (Entrée principale)
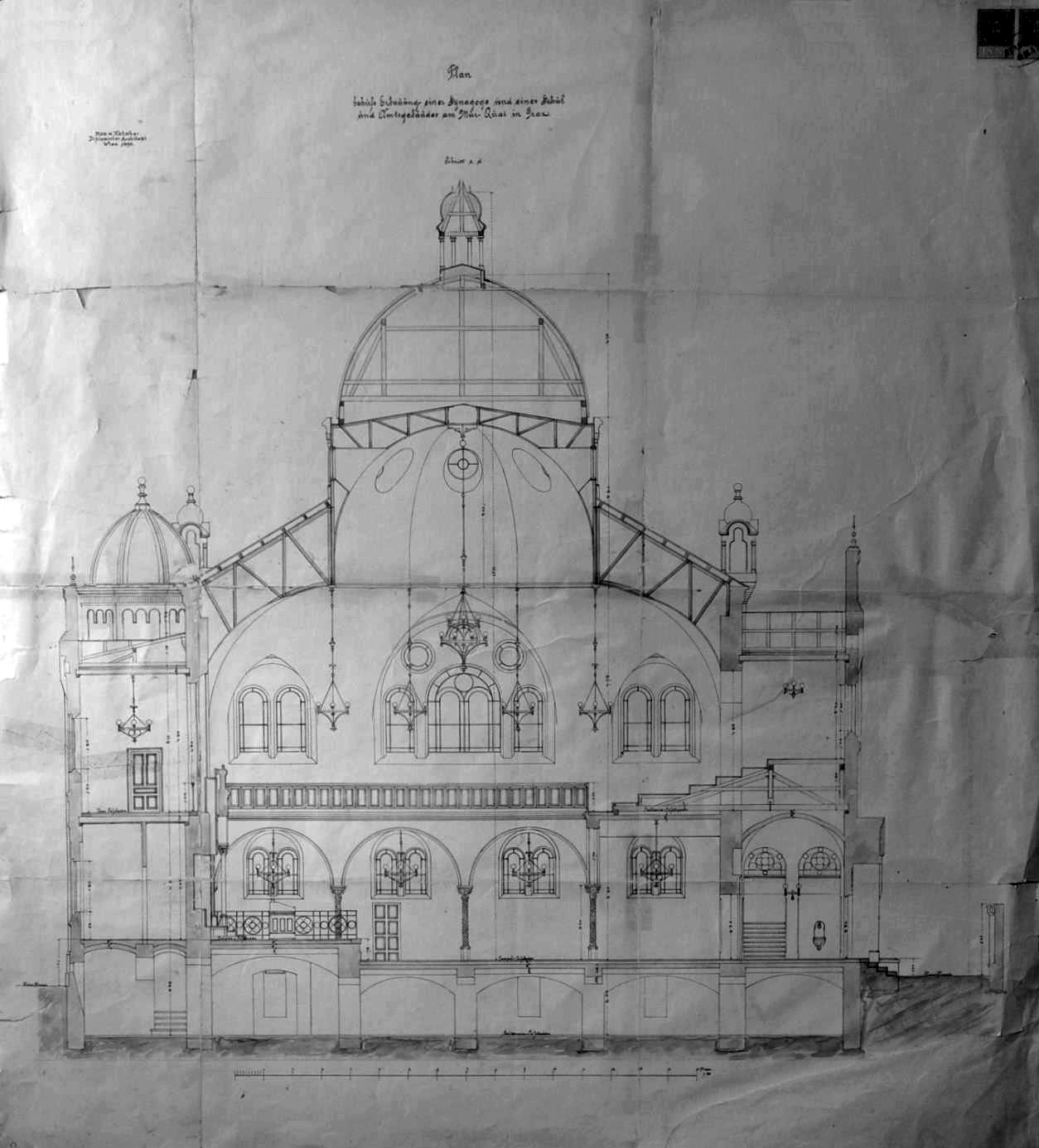
Coupe longitudinale
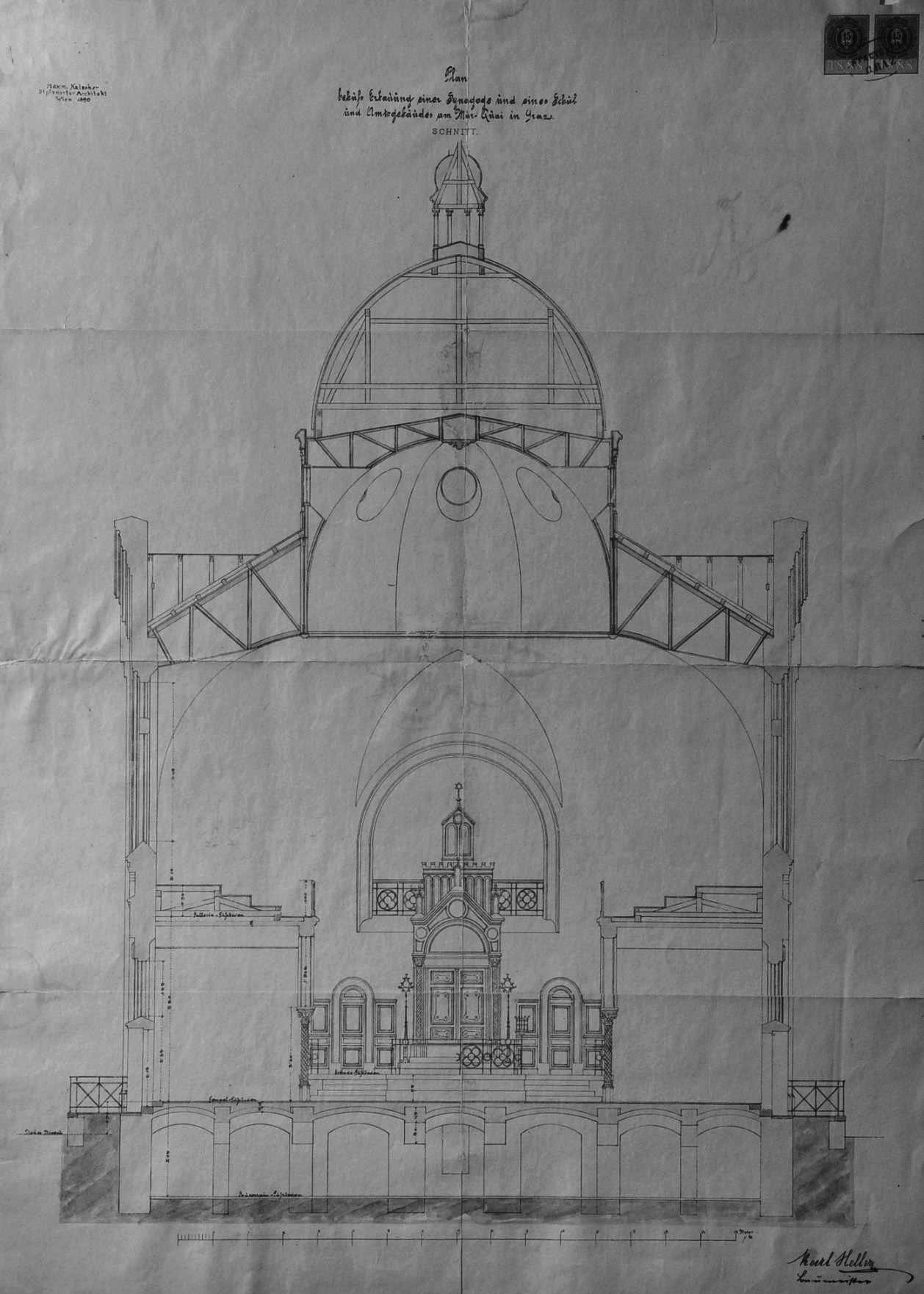
Coupe transversale

### Aménagement et restauration
En raison du budget disponible relativement serré pour la construction de la synagogue, l'aménagement initialement prévu de l'intérieur ne sera effectué que progressivement. Par exemple, les fenêtres sont dans un premier temps montées avec de simple vitres, et ne seront remplacées qu'en 1908 par des fenêtres avec des vitres peintes, artistiquement conçues. 
Le bâtiment administratif et le bâtiment scolaire de la communauté juive sont construits en même temps que la synagogue, derrière celle-ci. Dès 1903, l'école subit une première extension et en 1914, une bonne vingtaine d'années après la construction, elle doit de nouveau être agrandie en raison de la croissance constante de la communauté. En plus des salles de classe supplémentaires et d'un gymnase, cette annexe comprend également une salle de prière d'hiver de 214 places avec chauffage, car la synagogue s'est avérée trop inconfortable pendant la saison froide. Cette extension est réalisée selon les plans de l'architecte de la ville Alexander Zerkowitz, qui avait également construit en 1910, la salle de cérémonie du cimetière de Wetzelsdorf.
La même année, la synagogue doit être rénovée après que de larges plaques de plâtre se soient détachées de l'intérieur du dôme. Au cours de cette restauration, une revue complète de l'ensemble du dôme est réalisée par le commissaire à la construction, Gustav Pollak, un membre de la communauté juive de  Graz, qui le trouve « en parfait état ».

### Destruction de la synagogue
À Graz, comme dans de nombreuses villes allemandes et autrichiennes, dans la nuit du 9 au 10 novembre 1938, des magasins et des maisons de citoyens juifs sont pillés et détruits. La synagogue et la «salle des cérémonies» érigées en 1910 au cimetière de Wetzelsdorf sont profanées, pillées et incendiées.
Les autorités allemandes proclament le jour même, que ces attaques contre les Juifs et leurs biens sont une vengeance populaire spontanée en réponse à l'assassinat à Paris du conseiller Ernst vom Rath par le Juif Herschel Grynszpan, or il a été prouvé que des barils de liquide inflammable avaient été stockés la veille dans l'immeuble de bureaux de la communauté juive. D'autre part on constate sur les photos prises lors de l'incendie de la salle de cérémonie au cimetière de Wetzelsdorf, situé bien en dehors de la ville, qu'une foule est venue à pied ou à vélo pour assister au spectacle. 
Le rabbin David Herzog décrit l'incendie de la synagogue d'une manière émouvante : 
« C'est alors seulement que j'ai vu pour la première fois les flammes brillantes sur mon temple bien-aimé. Car quand on m'avait conduit sur le pont pour la première fois, je n'avais pas été capable de regarder. Quand j'ai vu brûler mon cher temple, j'ai éclaté en sanglots, ce que, je crois, aurait dû émouvoir une pierre. »
Le feu détruit toute la synagogue, du moins tout ce qui n'avait pas été pillé ou volé. Le dôme et les toits se sont effondrés. Seuls les murs extérieurs sont restés en grande partie intacts, mais dès les jours suivants, ceux-ci sont dynamités et rasés. Une partie des briques réutilisables servent en 1939 à la construction d'un garage à l'angle de la Mayffredygasse et de l'Alberstraße.

### Vente forcée et restitution
Le 12 novembre 1938, à la suite d'une demande de la Gestapo, la propriété et le bâtiment administratif sont confisqués et en septembre 1941 sont «vendus» à la ville de Graz avec les cinq autres propriétés appartenant à la communauté juive. Mais au prix de vente estimé relativement bas par le département de la construction de la ville de Graz, vont se trouver déduits les frais de démolition et de déblaiement des ruines de la synagogue incendiée.   
Début 1946, après la Seconde Guerre mondiale, la communauté juive dirigée par Isidore Preminger reprend son activité et demande en 1950 la restitution des biens spoliés. Les offices se déroulent tout d'abord dans différentes salles de fortune, et ce n'est seulement qu'en 1969, que l'immeuble de bureaux est réaménagé et qu'une véritable salle de prière est installée.  

### Mémorial et nouvelle synagogue
Pendant 50 ans, sur le site de l'ancienne synagogue, il n'y a qu'une simple pelouse où l'herbe pousse sauvagement. En 1981, la communauté juive, propriétaire du terrain, refuse une expropriation dans le but d'y construire une route. Ce n'est qu'en 1988 que les fondations de la synagogue sont dégagées par des étudiants et qu'un monument commémoratif est érigé en son milieu.   
À la même date, la ville de Graz, dirigée par son bourgmestre Alfred Stingl, propose à la communauté juive de construire une synagogue, offre refusée par la communauté par crainte d'un regain d'antisémitisme. Seule une nouvelle salle de cérémonie au cimetière, est construite en 1991 d'après les plans des architectes Ingrid et Jörg Mayr. Ce n'est que dix ans plus tard, en 1998, que les relations de confiance entre la ville et la communauté juive se sont suffisamment consolidées pour que cette dernière accepte l'édification d'une nouvelle synagogue. Les architectes Ingrid et Jörg Mayr sont de nouveaux responsables de la conception et enfin, le 9 novembre 2000, date anniversaire de la nuit de Cristal, la nouvelle synagogue est inaugurée lors d'une cérémonie festive. Comme en 1892, de hauts représentants de la politique et de la religion participent à la cérémonie, mais cette fois l'évêque de l'Église catholique est présent.

## Architecture de la synagogue

### Le terrain
La synagogue se trouve au 58 Grieskai, EZ 83, Lot 120 tel que référencé au registre foncier de la commune de Gries. La communauté juive a acheté le terrain en juin 1887, pour 15 000 florins à Lorenzo Montel. Celui-ci l'avait acquis seulement un mois plus tôt, en mai 1887, dans un but spéculatif à Anton et Constance Hartnagl pour la somme de 13 000 florins. 
La surface du terrain fait à peine 2 000 m2. Le terrain ne se situe pas directement au centre de la ville, mais à l'intersection entre le Grieskai et la Zweiglgasse. Le lieu est choisi consciemment parce que la plupart des membres de la communauté juive sont installés dans ce district.          
Dès le choix du terrain sur la rive droite de la rivière Mur, il est prévu d'orienter la synagogue d'ouest en est, de façon à définir automatiquement la direction de la prière vers Jérusalem.    

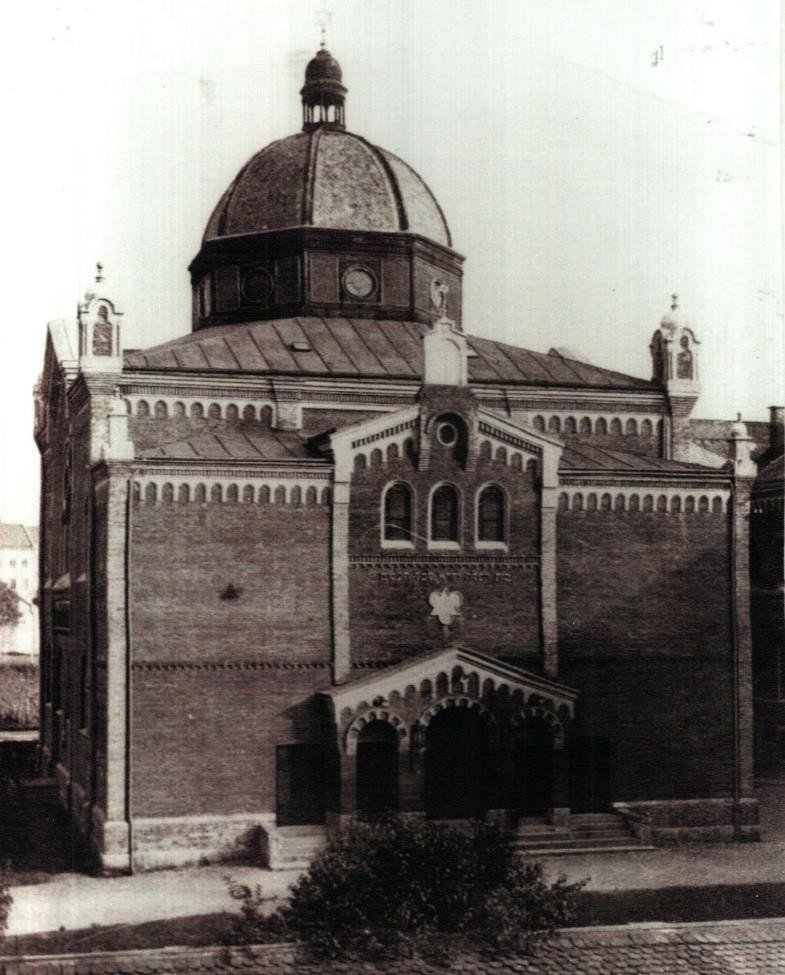
La synagogue- Vue côté Ouest (entrée principale)

### Aspect extérieur
La conception de la synagogue telle que définie par Katscher prévoit un bâtiment central de deux étages à coupole octogonale, précédé, d'une part, d'un hall d'entrée avec les cages d'escalier et d'autre part, d'un avant corps flanqué de chaque côté d'une tour octogonale. Le bâtiment d'environ 26 m sur 19 m respecte les contraintes religieuses et traditionnelles juives contrairement aux directives de construction existantes à la fois pour le Murkai et la Zweiglgasse. Le permis de construire est accordé le 4 août 1891. 
L'aspect général extérieur du bâtiment est relativement discret et se différentie peu des églises chrétiennes. La communauté juive de Graz se considère comme réformée, fière de son judaïsme, mais en même temps estime important de prendre en compte le côté germanique de la société.   
« Une construction simple montre qu'ils [les Juifs] sont polis, discrets et pas agressifs, et l'expression claire du bâtiment signifie qu'il n'y a pas de rites secrets et subversifs à l'intérieur. »

### Aménagement extérieur
Le terrain est ceinturé d'une clôture métallique de 1,80 m de haut sur une base en pierre de 35 cm. Une porte donne sur le Grieskai entre la synagogue et le bâtiment administratif. Une autre porte plus large donne sur la Zweiglgasse en bout de terrain. À l'ouest, la propriété voisine est entourée d'un mur de briques d'environ 2 m de haut. 
En passant par la cour non pavée, on pénètre dans la synagogue soit par la porte principale située côté ouest, soit par les entrées latérales côté nord et sud. Une autre entrée dans la tour sud permet par un escalier en colimaçon d'accéder au chœur. Par la cour, on accède aussi par des entrées séparées au bâtiment administratif et scolaire de la communauté.  

### Architecture extérieure
La synagogue est construite en briques. Les avant-corps sur les façades ouest et est sont structurants, tandis que ceux sur les façades nord et sud sont aveugles. Des frises d'arcature en haut des murs et des pignons forment une décoration très sobre.    
Le plancher de la synagogue se trouve de 60 cm à 90 cm au-dessus du niveau de la cour. On accède donc à l'intérieur du bâtiment par quelques marches. Les escaliers aux entrées latérales nord et sud sont munis de rampes en fonte. L'entrée principale sur la façade ouest est divisée en cinq portes. Les trois portes centrales sont réservées aux hommes pour accéder à la salle de prière, tandis que les deux portes latérales permettent aux femmes d'atteindre les galeries qui leur sont destinées. Les portes pour les hommes se trouvent en saillie d'environ 75 cm, surmontée d'un fronton triangulaire cerné de frises d'arcature. Des lanternes en fer forgé sont fixées entre et au-dessus des portes. Le verset 56:7 du Livre d'Isaïe est inscrit en lettre hébraïque au-dessus de la porte: « Ma maison sera appelée une maison de prière, pour tous tes peuples ».
Katscher recourt aux lésènes pour accentuer les bords du bâtiment et pour former l'avant-corps utilisé pour la structuration verticale visuelle de la façade. Ces lésènes sont réalisées en briques plus claires pour renforcer l'effet. 
La structure compacte est divisée horizontalement par la zone de soubassement, les corniches et les frises à arcature. Une autre structuration horizontale de la façade résulte du changement des formes des fenêtres à arc en plein cintre et des oculi ornementaux. Les embrasures des fenêtres révèlent clairement d'autres matériaux comme la pierre reconstituée plus légère, utilisée aussi pour les corniches et les frises à arcature sur le mur de brique. Les fenêtres les plus somptueuses se trouvent à l'étage supérieur de l'avant-corps central des façades nord et sud. La baie est composée de fenêtres à arc en plein cintre, une grande encadrée de deux petites et de trois oculi disposés selon un arc sus-jacent, formant un ensemble harmonieux. La zone de mur directement sous-jacente est ornée d'un ruban ornemental en relief.  
Les pilastres d'angle, sont surmontés par de petites tourelles aveugles de section carrée sur la partie centrale plus élevée, et par de plus petites tourelles sur les espaces en avancée à l'ouest et à l'est. Sur le côté ouest où se trouve l'entrée principale, le pignon central est couronné par les Tables de la Loi stylisées et d'une étoile de David. 
La synagogue est recouverte d'un dôme central qui repose par l'intermédiaire d'un tambour de forme octogonale, percé de huit oculi, sur un toit recouvert de plaques de cuivre. À environ 25 m de hauteur, le dôme est couronné par une lanterne surmontée d'une étoile de David.

### Architecture intérieure
En entrant dans la synagogue par l'entrée réservée aux hommes, on pénètre tout d'abord dans un vestibule disposant de chaque côté d'un petit lavabo pour le lavage rituel des mains avant la prière. Du vestibule, on accède à la salle de prière par trois portes frontales et par des doubles portes situées de chaque côté du vestibule, aux escaliers gauche et droit menant à la galerie des femmes.  
La salle principale de la synagogue, de 17,5 m par 17,5 m est carrelée et compte 224 sièges, disposés principalement en deux rangées de chaque côté d'un large couloir central. La communauté juive de Graz étant une communauté progressiste elle adopte la conception du rite réformé, qui prévoit que la Bimah soit placée, non pas au centre de la pièce, mais sur une estrade devant l'Arche Sainte. L'estrade surélevée de 75 cm est accessible par des marches latérales et est entourée d'une balustrade en laiton décorée avec une main courante en bois. L'Arche sainte est divisée en trois niveaux. La porte à deux battants ouvrant le sanctuaire où sont disposés les rouleaux de Torah est recouverte du parokhet, un magnifique rideau, don des fidèles. Par exemple, en 1911, le drapier Simon Rendi offre un rideau brodé d'or de la société viennoise L. B. Hirschler & Co. Au-dessus de l'arche, soutenu par de fines colonnes, le pignon triangulaire avec au-dessus les Tables de la Loi et l'étoile de David s'élève dans l'ouverture cintrée du chœur. Le fronton triangulaire est orné de trois petites tourelles et de trois rosaces. Au-dessus des doubles portes de l'Arche, le tympan est décoré d'un motif étoilé. 
À gauche et à droite de l'Arche sainte, se trouvent une Menorah (chandelier à sept branches) en bronze et au-dessus de l'estrade brille la Ner Tamid (lumière éternelle).
Un pupitre est positionné sur la partie gauche de la Bimah. Les deux portes de part et d'autre de l'Arche sont également recouvertes d'un rideau. L'une permet d'accéder à la pièce du rabbin et du Hazzan (chantre) et l'autre à l'escalier menant à la pièce réservée au chœur.
À l'étage, la pièce pour le chœur, où est aussi situé l'orgue, donne sur la salle de prière par une grande baie à arc en plein cintre. L'installation d'un orgue a été très controversée. La communauté libérale de Graz, s'est opposée à l'attitude négative du rabbin Dr Mühsam.  
La galerie des femmes, accessible par l'escalier principal, repose sur des arcades avec huit colonnes élancées en fonte. Le fût des colonnes est décoré de motifs en losange et leur chapiteau de feuilles subtiles. La galerie des femmes, qui s'étend sur trois côtés de la salle de prière (nord, ouest, sud), dispose de sièges pour 252 personnes. Sur le côté ouest, la galerie s'étend jusqu'au-dessus du vestibule. La galerie est séparée de la salle par un garde-corps en bois à caissons
La salle de prière est surmontée en son centre par une coupole octogonale qui elle-même est couronnée d'un dôme couvert de plaque de cuivre, dont la structure en bois repose sur des poutres d'acier disposés en treillis. L'éclairage naturel de la salle est réalisé par le tambour situé entre la coupole et le dôme, percé de huit ouvertures circulaires faisant face aux ouvertures pratiquées dans la coupole. Selon le Talmud, une synagogue doit être le plus haut bâtiment d'une ville, et Katscher a essayé de satisfaire à cette exigence en concevant une construction à deux coques. 
Selon les plans de Katscher, la salle de prière est éclairée par plusieurs lustres en laiton. Le grand lustre central est entouré de huit lustres plus petits, chacun attaché aux angles des segments de la coupole. La zone sous la galerie des femmes est illuminée par huit autres petits lustres.   
L'ensemble de la synagogue est construit sur une cave à laquelle on accède par un escalier situé dans la tour sud.

### Le bâtiment administratif et l'école
Le bâtiment communautaire à deux étages avec sous-sol, situé sur le côté sud de la propriété, possède des décorations de façade comparables à celles de la synagogue ainsi que des fenêtres identiques pour l'étage supérieur, afin d'assurer une homogénéité de l'ensemble. Le bâtiment rassemble les bureaux administratifs de la communauté ainsi que l'école primaire juive. Des extensions ont été effectuées en 1903 et 1914 afin d'ajouter des salles de classe et de créer une salle de prière d'hiver.